# Policía Local de Santander
La Policía Local de Santander es el cuerpo de policía de la ciudad de Santander, Cantabria. Depende orgánicamente del concejal de Personal y Seguridad Ciudadana del Ayuntamiento de Santander. La Policía Local de Santander está regulada por la Ley Orgánica 2/1986, de 13 marzo, de Fuerzas y Cuerpos de Seguridad así como por la Ley de Cantabria 3/2014, de 17 de diciembre, por la que se modifica la Ley de Cantabria 5/2000, de 15 de diciembre, de Coordinación de las Policías Locales.

## Funciones
De acuerdo con el Artículo 53 de la Ley Orgánica 2/1986, a la policía local le corresponde:
- Proteger a las autoridades de las Corporaciones Locales, y vigilancia o custodia de sus edificios e instalaciones.
- Ordenar, señalizar y dirigir el tráfico en el casco urbano, de acuerdo con lo establecido en las normas de circulación.
- Instruir atestados por accidentes de circulación dentro del casco urbano (comunicándolo previamente a los FFCCSE competentes).
- Policía Administrativa, en lo relativo a las Ordenanzas, Bandos y demás disposiciones municipales dentro del ámbito de su competencia.
- Participar en las funciones de Policía Judicial, en la forma establecida en el artículo 29.2 de la Ley orgánica 2/1986.
- La prestación de auxilio, en los casos de accidente, catástrofe o calamidad pública, participando, en la forma prevista en las Leyes, en la ejecución de los planes de Protección Civil.
- Efectuar diligencias de prevención y cuantas actuaciones tiendan a evitar la comisión de actos delictivos en el marco de colaboración establecido en las Juntas de Seguridad (comunicándolo previamente a los FFCCSE competentes).
- Vigilar los espacios públicos y colaborar con las Fuerzas y Cuerpos de Seguridad del Estado y con la policía de las comunidades autónomas (Cantabria no tiene policía autonómica propia) en la protección de las manifestaciones y el mantenimiento del orden en grandes concentraciones humanas, cuando sean requeridos para ello.
- Cooperar en la resolución de los conflictos privados cuando sean requeridos para ello.

Además, en los municipios de gran población y en las Ciudades con Estatuto de Autonomía podrá asignarse, por el Pleno de la Corporación o por sus respectivas Asambleas, al ejercicio exclusivo de las funciones previstas en el párrafo b) del apartado 1 a parte de los funcionarios pertenecientes a las mismas, que tendrán la consideración de agentes de la autoridad, subordinados a los miembros de los respectivos Cuerpos de Policía Local, sin integrarse en las Fuerzas y Cuerpos de Seguridad y de manera que ello no comporte un incremento en el número de efectivos ni en los costes de personal.

## Estructura de mando
1. Alcalde de Santander.
2. Concejal de Personal y Seguridad Ciudadana.
3. Comisario de la Policía Local.
4. Subcomisario de la Policía Local.
5. Intendente de la Policía Local.
6. Inspector de la Policía Local..
7. Subinspector.
8. Oficial.
9. Policía local.